# Benigno Cacérès
Pour les articles homonymes, voir Cáceres.
Benigno Cacérès, né le 16 octobre 1916 à Prades de la Sierra, en Espagne, et mort le 15 octobre 1991 à Paris, est un ouvrier charpentier, militant, historien autodidacte, figure de l'éducation populaire au sein du mouvement Peuple et culture.

## Biographie
Né à Prades de la Sierra, ses parents quittent l'Espagne pour venir s'installer à Toulouse, dans le quartier Saint Michel, où il passe toute son enfance. Il quitte l'école avec un certificat d'études pour devenir charpentier. Compagnon du Devoir sous le nom de « Castillan-la-Fidélité », il continue à s'instruire par la lecture, côtoyant la bibliothèque du Périgord et les librairies de la ville. Il rencontre l'abbé de Naurois qui l'envoie à l'école des cadres d'Uriage pour témoigner de la condition ouvrière. Dès 1942, il en devient instructeur permanent ; il fait la rencontre de Joffre Dumazedier. Il participe à la formation des résistants du Vercors, puis aux combats de la Libération.
Il contribue à la fondation du mouvement Peuple et culture en 1944, à Grenoble, en devient le secrétaire général en 1947 avant de le présider de 1970 à 1973, prenant la succession de Joffre Dumazedier. Il dirige la collection "Peuple et Culture" des Éditions du Seuil dans les années 50.
En 1978, à l'âge de 62 ans, il soutient sa thèse de doctorat sur le Centre d'éducation ouvrière de Grenoble (1944-1950), symbole de son parcours d'autodidacte.
Missionné par l'UNESCO pour ses compétences dans les problèmes de la formation, il travaille également au Haut-Comité de la Jeunesse et des sports. 

## Publications

### Romans
- 1950 : La rencontre des hommes, Paris, Éditions du Seuil, 205 p.
- 1954 : La quinzième olympiade, Paris, Éditions du Seuil, 150 p.
- 1967 : L'espoir au cœur, Paris, Éditions du Seuil, 174 p.
- 1970 : Le bourg de nos vacances, Paris, Éditions du Seuil, 154 p.
- 1971 : La solitude des autres, Paris, Éditions du Seuil, 138 p.
- 1973 : Des hommes au bord de l'eau, Paris, Éditions du Seuil, 152 p.
- 1974 : Le compagnon charpentier de Nazareth, Paris, Éditions du Seuil, 139 p.
- 1975 : Les jours gardés (nouvelles), Paris, Éditions du Seuil, 123 p.
- 1976 : Le temps d'Isabelle, Paris, Éditions du Seuil, 173 p.
- 1981 : Martin Tournebise : Béarnais-la-Rose-d'Amour, Paris, Éditions du Seuil, 204 p.
- 1989 : Le couloir aux sept portes, Paris, Éditions La Découverte, 183 p.

### Essais
- 1955 : Regards neufs sur Paris, Paris, Paris, Éditions du Seuil, coll. Peuple et Culture, 231 p.
- 1955 : Regards neufs sur les métiers du bâtiments, Paris, Éditions du Seuil, coll. Peuple et Culture, 189 p.
- 1957 : avec Paul Thibaud, Regards neufs sur les budgets familiaux, Paris, Éditions du Seuil, coll. Peuple et Culture, 192 p.
- 1957 : Le président, Paris, Éditions Peuple et culture, 165 p.
- 1960 : Regards neufs sur les autodidactes, Paris, Éditions du Seuil, coll. Peuple et Culture, 231 p., avec des portraits de Agricol Perdiguier, Georges Navel, Maxime Gorki, Martin Nadaud, Béranger, Pierre Dupont, Eugène Pottier, Aristide Bruant, Jack London, Jehan-Rictus, Henry Poulaille, Raoul Vergez, Georges Douart, Pierre Hamp...
- 1960 : Les autodidactes, Paris, Éditions du Seuil, coll. Peuple et culture, 190 p.
- 1964 : Histoire de l'éducation populaire, Paris, Éditions du Seuil, coll. Peuple et Culture, 254 p.
- 1967 : Le mouvement ouvrier, Paris, Éditions du Seuil, coll. Peuple et Culture, 311 p.
- 1973 : Loisirs et travail de Moyen Âge à nos jours, Paris, Éditions du Seuil, coll. Peuple et Culture, 253 p.
- 1981 : Allons au-devant de la vie. Naissance du temps des loisirs en 1936, Paris, Éditions Maspero, 286 p.
- 1984 : La fin des automobiles, Paris, Éditions La Découverte, 173 p.
- 1985 : (dir.) Guide de l'éducation populaire, Paris, Éditions La Découverte, coll. Cahiers Libres, 361 p.
- 1987 : Si le pain m'était conté ..., Paris, Éditions La Découverte, 181 p.
- 1988 : Si le tabac m'était conté ..., Paris, Éditions La Découverte, 188 p.

### Autobiographie
- 1982 : Les deux rivages. Itinéraire d'un animateur d'éducation populaire, Paris, Éditions Maspero, coll. Actes et mémoires du peuple, 159 p.

## Sources
- Dictionnaire biographique de militants. XIXe – XXe siècle. De l'éducation populaire à l'action culturelle  par Geneviève Poujol et Madeleine Romer (L'Harmattan, 1996)  (ISBN 2-7384-4433-4)
- Vincent Peyre, « Bénigno Cacérès », Dictionnaire biographique du Maitron, notice mise en ligne le 25 octobre 2008, dernière modification le 12 avril 2010.